# António Carreira
António Carreira (ur. ok. 1520-30 w Lizbonie, zm. ok. 1597 tamże) – portugalski kompozytor i organista okresu renesansu.
Syn António Carreiry, otrzymał staranne wykształcenie na dworze króla Jana III z dynastii Aviz zw. Pobożnym. Był śpiewakiem, a później chórmistrzem i organistą kapeli dworskiej. W 1572 roku został mianowany kapelmistrzem i pełnił tę funkcję dożywotnio. Został zastąpiony przez Francisco Garro. 

## Twórczość
Jego kompozycje charakteryzuje kunszt kontrapunktyczny. Większość jego zachowanych utworów organowych można znaleźć w rękopisie MM 242 zdeponowanym w Bibliotece Uniwersytetu w Coimbrze.
Nieliczne utwory wokalne znajdują się w rękopisach w trzech bibliotekach: Bibliotece Narodowej Portugalii w Lizbonie, w Bibliotece Uniwersytetu w Coimbrze i Miejskiej Bibliotece Publicznej w Porto. Są to: Dicebat Jesus (4 głosy); Ecce positus est (5 głosów); Jesu redemptor (4 głosy); Stabat Mater (4 głosy); Surrexit Dominus (5 głosów), Te Deum (4 głosy - niekompletne).
„Con qué la lavaré” stanowi jeden z najwcześniejszych europejskich przykładów zapisanego akompaniamentu instrumentalnego do pieśni, partia organów jest napisana w formie tento.

## Wybrane utwory

### instrumentalne
- Tento a Quatro em Fá
- Primeiro Tento a Quatro em Sol
- Segundo Tento a Quatro em Sol
- Tento a Quatro sobre o Vilancico “Con qué la lavaré”
- Primeira Fantasia a Quatro de 8º Tom
- Tento a Quatro em Ré
- Terceiro Tento a Quatro em Sol
- Tento a Quatro de 2º Tom
- Canção a Quatro Glosada
- Tento a Quatro sobre um Tema de Canção
- Segunda Fantasia a Quatro de 8º Tom
- Fantasia a Quatro em Lá-Ré
- Quarto Tento a Quatro em Sol
- Outro Tento a Quatro de 8º Tom sobre um Tema de Canção
- Fantasia a Quatro em Ré
- Terceira Fantasia a Quatro de 8º Tom
- Fantasia a Quatro de 1º Tom
- Fantasia a Quatro de 4º Tom
- Tento com Cantus Firmus a Cinco
- Ave Maria, a Quatro
- Sexti Toni, Fantasia a Quatro
- Tento a Quatro de 7º Tom
- Quartus Tonus, Fantasia a Quatro
- Obra a Quatro sobre Cantus Firmus
- Fabordões (8 Fabordões)
- Tento a Quatro em Lá-Ré

### Wokalne
- Dicebat Jesus
- Ecce positus est
- Jesu redemptor
- Stabat Mater[4]
- Surrexit Dominus
- Te Deum